# 캘리포니아주의 대학 목록
다음은 미국 캘리포니아주의 대학 목록이다.

## 4년제

### 캘리포니아 대학교
- 캘리포니아 대학교 버클리
- 캘리포니아 대학교 데이비스
- 캘리포니아 대학교 어바인
- 캘리포니아 대학교 로스앤젤레스
- 캘리포니아 대학교 머세드
- 캘리포니아 대학교 리버사이드
- 캘리포니아 대학교 샌디에이고
- 캘리포니아 대학교 샌타바버라
- 캘리포니아 대학교 샌타크루즈
- 캘리포니아 대학교 플러튼

### 캘리포니아 주립 대학교
- 캘리포니아 폴리테크닉 주립 대학교 샌루이스오비스포
- 캘리포니아 주립 대학교 프레즈노
- 캘리포니아 주립 대학교 풀러턴
- 캘리포니아 주립 대학교 롱비치
- 캘리포니아 주립 대학교 메리타임 아카데미
- 캘리포니아 주립 대학교 노스리지
- 샌디에고 주립 대학교
- 샌프란시스코 주립 대학교
- 새너제이 주립 대학교

### 주립 대학원
- 캘리포니아 대학교 법학대학원
- 캘리포니아 대학교 샌프란시스코

## 사립
- 아카데미 오브 아트 대학교
- 얼라이언트 인터내셔널 대학교
- 아트 센터 칼리지 오브 디자인
- 바이올라 대학교
- 캘리포니아 칼리지 오브 디 아츠
- 캘리포니아 공과대학교
- 캘리포니아 인스티튜트 오브 디 아츠
- 캘리포니아 루터교 대학교
- 캘리포니아 미라마르 대학교
- 채프먼 대학교
- 찰스 R. 드루 의과학 대학교
- 클레어몬트 대학원
- 클레어몬트 맥케나 칼리지
- FIDM 대학교
- 풀러 신학교
- 골든 게이트 대학교
- 연합신학 대학원
- 하비 머드 칼리지
- 헐트 국제경영대학원
- 로마린다 대학교
- 로욜라 메리마운트 대학교
- 마스터스 대학교
- 미네르바 대학교
- 뉴욕 필름 아카데미
- 옥시덴털 칼리지
- 오이코스 대학교
- 팔머 칼리지 오브 카이로프랙틱
- 페퍼다인 대학교
- 포모나 칼리지
- 샌타클래라 대학교
- 아메리카 소카 대학
- 서던캘리포니아 건축연구소
- 스탠퍼드 대학교
- 라베른 대학교
- 샌디에이고 대학교
- 샌프란시스코 대학교
- 서던캘리포니아 대학교
- 퍼시픽 대학교 (캘리포니아주)
- 더 피플 대학교
- 뱅가드 대학교
- 웨스턴 신학교 (1927년)
- 웨스트몬트 칼리지
- 휘티어 칼리지

## 같이 보기
- 미국의 대학 목록
- 대학 목록